# ویلیام بلین
ویلیام بلین (انگلیسی: William Blinn; ۲۱ ژوئیهٔ ۱۹۳۷ – ۲۲ اکتبر ۲۰۲۰) فیلم‌نامه‌نویس و تهیه‌کننده تلویزیونی اهل ایالات متحده آمریکا بود.
وی همچنین برندهٔ جوایزی همچون جوایز امی، جایزه پیبادی، و جایزه انجمن نویسندگان آمریکا شده‌است.